# 艾達爾伯托·蒙德西
勞爾·艾達爾伯托·蒙德西（英語：Raúl Adalberto Mondesí，1995年7月27日—），為前美國職棒大聯盟的游擊手，目前為自由球員。他先前曾效力於堪薩斯市皇家，他是大聯盟史上第一位於世界大賽完成初登場的球員，於2015年世界大賽第3場登上大聯盟。

## 職業生涯

### 堪薩斯市皇家
2015年，皇家隊將蒙德西加進世界大賽名單中。他也成為繼1885年的Bug Holliday後，第一位在冠軍系列賽初登場的球員。他在第3場接替投手丹尼·達菲上場打擊，不過遭到三振。最後皇家4勝1敗拿下世界大賽冠軍，蒙德西也很快拿下生涯首座冠軍戒。
2016年他從2A開季，不過他在5月10日因為對克倫特羅藥物呈陽性反應遭到處以禁賽50場處分。8月16日，他敲出了大聯盟首轟。該年他的打擊率為1成85，並有9次盜壘成功。
2017年他僅在大聯盟出賽5場比賽，打擊率為1成70，並有著5次盜壘成功。
2018年6月中，他又從小聯盟升上大聯盟。這年他的打擊率為2成76，並敲出14轟與32次盜壘成功。
2019年，他敲出9轟與62分打點。隔年他的打擊率為2成56，並敲出6轟與22分打點。這年他還以24次盜壘成功拿下盜壘王。

## 個人生活
蒙德西的父親Raúl Mondesí也是一名大聯盟選手。1995年，當時Raúl效力於道奇隊，因此蒙德西在洛杉磯出生。不過他在多明尼加長大。

## 外部連結
- 球員資訊和成績在MLB，ESPN，Baseball-Reference，Fangraphs（英文）
- 艾達爾伯托·蒙德西的X（前Twitter）
- 艾達爾伯托·蒙德西的Instagram帳戶